# Léon Level
Pour les articles homonymes, voir Level.
Léon Level, né le 12 juillet 1910 à Hédouville et mort le 26 mars 1949 à Paris, est un coureur cycliste français.

## Biographie
Il fait son service militaire au 8e régiment du génie en 1931-1932. Professionnel de 1933 à 1949, il a notamment remporté une étape du Tour de France 1936.
Léon Level réoriente sa carrière vers le demi-fond pendant la seconde guerre mondiale, et effectue une tentative contre le record de l'heure derrière moto en 1946 sur l'autodrome de Montlhéry. 
Il meurt le 26 mars 1949 des suites d'une chute survenue lors d'une séance d'entraînement de demi-fond, due à l'éclatement du pneu arrière de la moto de son entraîneur Ernest Pasquier, au Parc des Princes.

## Palmarès
- 1931
  -  Champion de France des sociétés
- 1933
  - 5e étape du GP Wolber indépendants
  - 7e du Tour de France
- 1934
  - 2e du Tour de Suisse
  - 3e de Paris-Limoges
  - 9e de Paris-Nice
- 1935
  - Polymultipliée
  - Circuit du Mont-Blanc
  - 4e étape du Tour de Suisse
  - Paris-Contres
  - 2e du Tour du Vaucluse
  - 3e de Paris-Caen
- 1936
  - 9e étape du Tour de France
  - 2e de Paris-Vimoutiers
  - 3e de Paris-L'Aigle
  - 5e du Tour de Suisse
  - 10e de Paris-Roubaix
  - 10e du Tour de France
- 1937
  - 11e étape du Tour du Maroc
- 1938
  - 7e étape du Tour d'Allemagne
  - 2e du Grand Prix de Nice
- 1939
  - 2e de Paris-Limoges
- 1942
  - 5ea étape de la Circuit de France (clm par équipes)
- 1943
  - 2e du Tour de Haute-Savoie
  - 2e des Championnats des transports utilitaires[2]
- 1944
  - 3e de Paris-Camembert

## Résultats sur les grands tours

### Tour de France
3 participations
- 1933 : 7e
- 1934 : 21e
- 1936 : 10e, vainqueur de la 9e étape

### Tour d'Italie
1 participation
- 1935 : 24e